# SIGINT
SIGINT (от англ. signal и interrupt — прервать) — сигнал, применяемый в POSIX-системах для остановки процесса пользователем с терминала.
Определён в заголовочном файле signal.h. Посылается программе, выполняемой на терминале, с помощью нажатия специальной комбинации клавиш для прерывания программы (обычно — Ctrl+C). На некоторых системах для прерывания с терминала необходимо послать код delete или нажать клавишу Break (нажатие которой передается не кодом, а электрическим состоянием последовательного порта).
Не путать с английским названием
- Радиоэлектронная разведка (англ. Signals intelligence SIGINT)